# 阿尔马-马尔梭站
阿尔马-马尔梭站（法語：Alma - Marceau）是巴黎地鐵的一個車站。車站名稱取自纪念阿尔马河战役的阿尔马桥和以弗朗索瓦·塞弗兰·马尔梭将军命名的马尔梭大街。阿尔马-马尔梭站開通於1923年5月27日，是巴黎地鐵9號線延長工程的一部分。

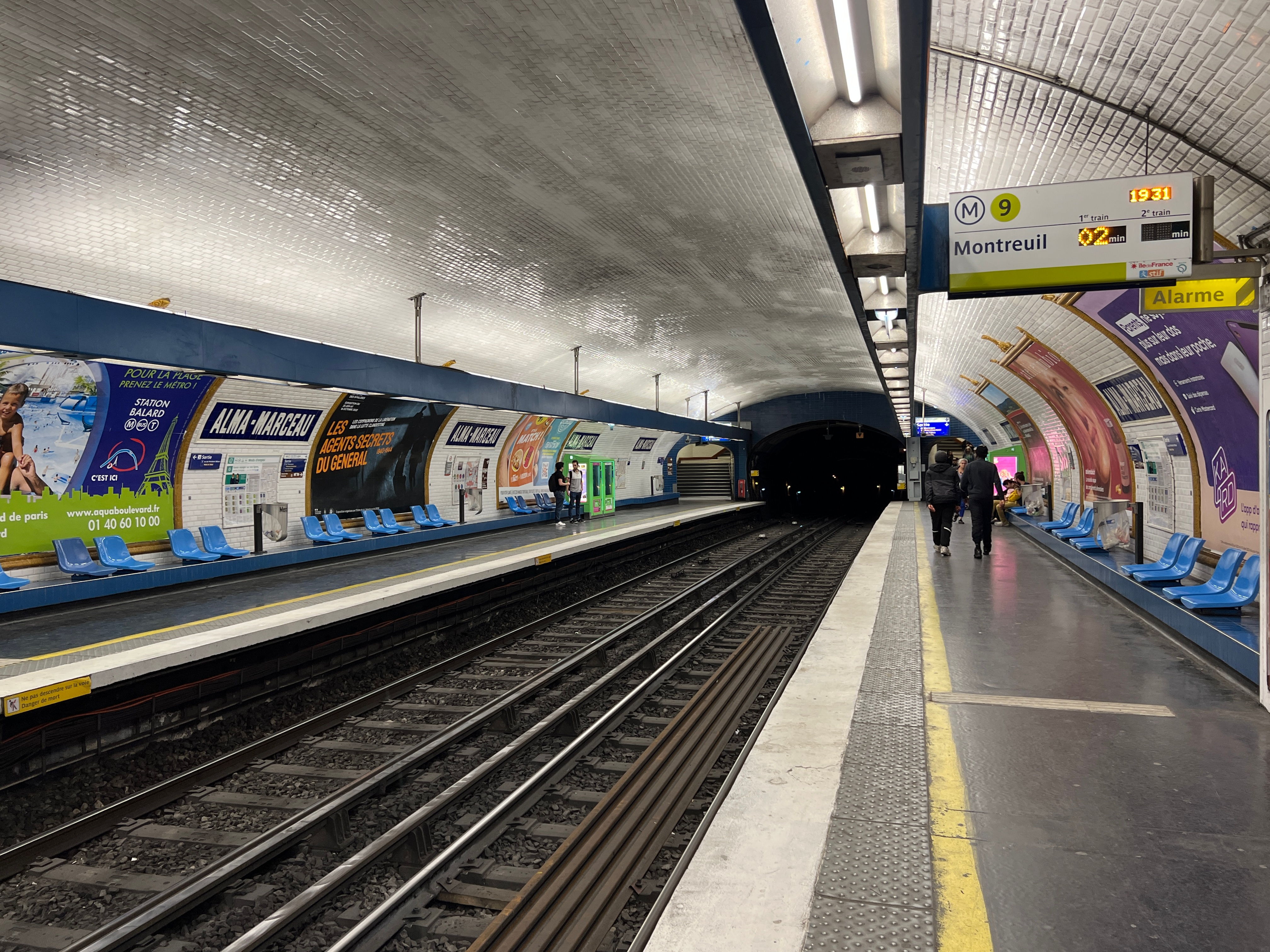
月台（2022年7月）

## 車站結構
| 街道層    |                    |                                       |
| B1        | 夾層               |                                       |
| 9號線月台 | 側式月台，右側開門 | 側式月台，右側開門                    |
| 9號線月台 | 西行               | 往塞夫爾橋（耶拿）                    |
| 9號線月台 | 東行               | 往蒙特勒伊市政厅（富蘭克林·D·羅斯福） |
| 9號線月台 | 側式月台，右側開門 |                                       |